# Bahiamastax dendrophila
Bahiamastax dendrophila är en insektsart som beskrevs av Marius Descamps 1979. Bahiamastax dendrophila ingår i släktet Bahiamastax och familjen Eumastacidae. Inga underarter finns listade i Catalogue of Life.